# Diederimyces
Diederimyces — рід грибів родини Verrucariaceae. Назва вперше опублікована 1995 року.

## Класифікація
До роду Diederimyces відносять 2 види:
- Diederimyces fuscideae
- Diederimyces microsporus